# Selección de bádminton de Inglaterra
La selección de bádminton de Inglaterra representa a Inglaterra en las competiciones internacionales de equipos de bádminton y está controlado por Badminton England, el organismo rector del bádminton en Inglaterra.

## Participación en copas de la BWF
| Año  | Resultado        |
| ---- | ---------------- |
| 1982 | Semifinalista    |
| 1984 | Tercer lugar     |
| 1986 | 5°/6°            |
| 1988 | 5°/6°            |
| 1990 | 7°/8°            |
| 1992 | 5°/6°            |
| 1996 | 7°/8°            |
| 2000 | 5°/6°            |
| 2004 | 9°/12°           |
| 2006 | Cuartos de final |
| 2008 | Cuartos de final |
| 2012 | Fase de grupos   |
| 2014 | Fase de grupos   |
| 2016 | Fase de grupos   |
| 2020 | Clasificado      |

| Año  | Resultado                       |
| ---- | ------------------------------- |
| 1963 | Subcampeón                      |
| 1966 | Segunda ronda interzona (3°/4°) |
| 1969 | Segunda ronda interzona (3°/4°) |
| 1975 | Segunda ronda interzona (3°/4°) |
| 1981 | Segunda ronda interzona (3°/4°) |
| 1984 | Subcampeón                      |
| 1986 | 5°/6°                           |
| 1988 | 5°/6°                           |
| 1990 | 5°/6°                           |
| 1992 | 7°/8°                           |
| 1996 | 5°/6°                           |
| 1998 | 5°/6°                           |
| 2006 | 9°/12°                          |
| 2014 | Cuartos de final                |

| Año  | Resultado        |
| ---- | ---------------- |
| 1989 | 6° - Grupo 1 ()  |
| 1991 | 7° - Grupo 2 ()  |
| 1993 | 5° - Grupo 1     |
| 1995 | 5° - Grupo 1     |
| 1997 | 6° - Grupo 1 ()  |
| 1999 | 7° - Grupo 2 ()  |
| 2001 | 5° - Grupo 1     |
| 2003 | 5° - Grupo 1     |
| 2005 | 5° - Grupo 1     |
| 2007 | Semifinalista    |
| 2009 | 6° - Grupo 1     |
| 2011 | 9° - Grupo 1     |
| 2015 | 9° - Grupo 1     |
| 2019 | 9°/12° - Grupo 1 |

## Participación en campeonatos europeos de bádminton por equipos
| Año  | Resultado        |
| ---- | ---------------- |
| 2006 | Tercer lugar     |
| 2008 | Subcampeón       |
| 2010 | Fase de grupos   |
| 2012 | Tercer lugar     |
| 2014 | Subcampeón       |
| 2016 | Semifinalista    |
| 2018 | Subcampeón       |
| 2020 | Cuartos de final |

| Año  | Resultado        |
| ---- | ---------------- |
| 2006 | Subcampeón       |
| 2008 | Cuartos de final |
| 2010 | Fase de grupos   |
| 2012 | Fase de grupos   |
| 2014 | Cuartos de final |
| 2016 | Fase de grupos   |
| 2018 | Cuartos de final |
| 2020 | Fase de grupos   |

| Año  | Resultado      |
| ---- | -------------- |
| 1972 | Campeón        |
| 1974 | Campeón        |
| 1976 | Subcampeón     |
| 1978 | Campeón        |
| 1980 | Subcampeón     |
| 1982 | Campeón        |
| 1984 | Campeón        |
| 1986 | Subcampeón     |
| 1988 | Tercer lugar   |
| 1990 | Tercer lugar   |
| 1992 | Tercer lugar   |
| 1994 | Tercer lugar   |
| 1996 | Tercer lugar   |
| 1998 | Subcampeón     |
| 2000 | Subcampeón     |
| 2002 | Subcampeón     |
| 2004 | Sin datos      |
| 2006 | Tercer lugar   |
| 2008 | Subcampeón     |
| 2009 | Subcampeón     |
| 2011 | Semifinalista  |
| 2013 | Semifinalista  |
| 2015 | Subcampeón     |
| 2017 | Semifinalista  |
| 2019 | Fase de grupos |
| 2021 | Fase de grupos |